# Буэй-Буэйо-Ласк
Буэ́й-Буэйо́-Ласк (фр. Boueilh-Boueilho-Lasque) — коммуна во Франции, находится в регионе Аквитания. Департамент — Атлантические Пиренеи. Входит в состав кантона Тер-де-Люи и Кото-дю-Вик-Бий. Округ коммуны — По.
Код INSEE коммуны — 64141.

## География

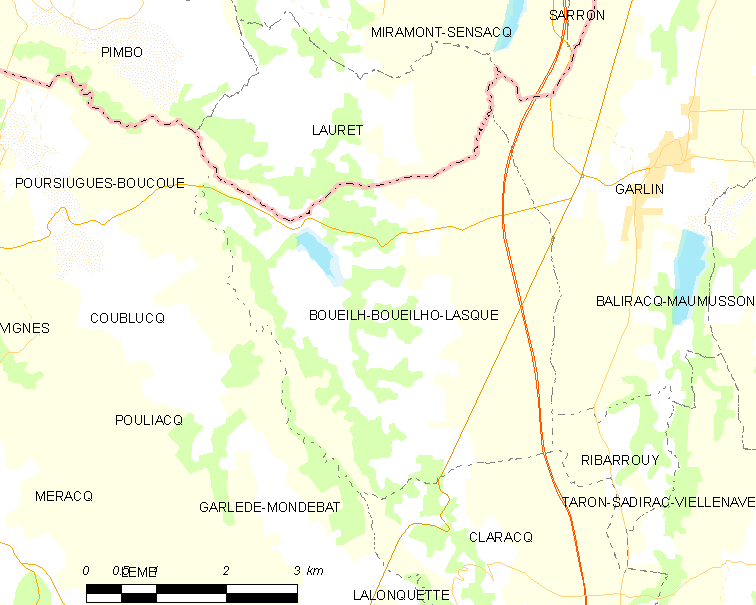
Карта коммуны

Коммуна расположена приблизительно в 630 км к югу от Парижа, в 150 км южнее Бордо, в 28 км к северу от По.
На западе коммуны протекает река Габас.

### Климат
Климат тёплый океанический. Зима мягкая, средняя температура января — от +5°С до +13°С, температуры ниже −10 °C бывают редко. Снег выпадает около 15 дней в году с ноября по апрель. Максимальная температура летом порядка 20-30 °C, выше 35 °C бывает очень редко. Количество осадков высокое, порядка 1100 мм в год. Характерна безветренная погода, сильные ветры очень редки.

## Население
Население коммуны на 2010 год составляло 357 человек.
| 1962 | 1968 | 1975 | 1982 | 1990 | 1999 | 2010 |
| ---- | ---- | ---- | ---- | ---- | ---- | ---- |
| 350  | 347  | 302  | 283  | 323  | 329  | 357  |

## Администрация
| Период | Период | Фамилия       | Партия | Примечания |
| ------ | ------ | ------------- | ------ | ---------- |
| 1995   | 2020   | Пьер Костадоа |        |            |

## Экономика
В 2010 году среди 229 человек трудоспособного возраста (15-64 лет) 178 были экономически активными, 51 — неактивной (показатель активности — 77,7 %, в 1999 году было 77,5 %). Из 178 активных жителей работали 163 человека (88 мужчин и 75 женщин), безработных было 15 (7 мужчин и 8 женщин). Среди 51 неактивных 12 человек были учениками или студентами, 23 — пенсионерами, 16 были неактивными по другим причинам.

## Достопримечательности
- Церковь Св. Аниана (1850 год)[4]
- Средневековая церковь Св. Иоанна[5]
- Церковь Св. Мартина (XX век)[6]

## Фотогалерея

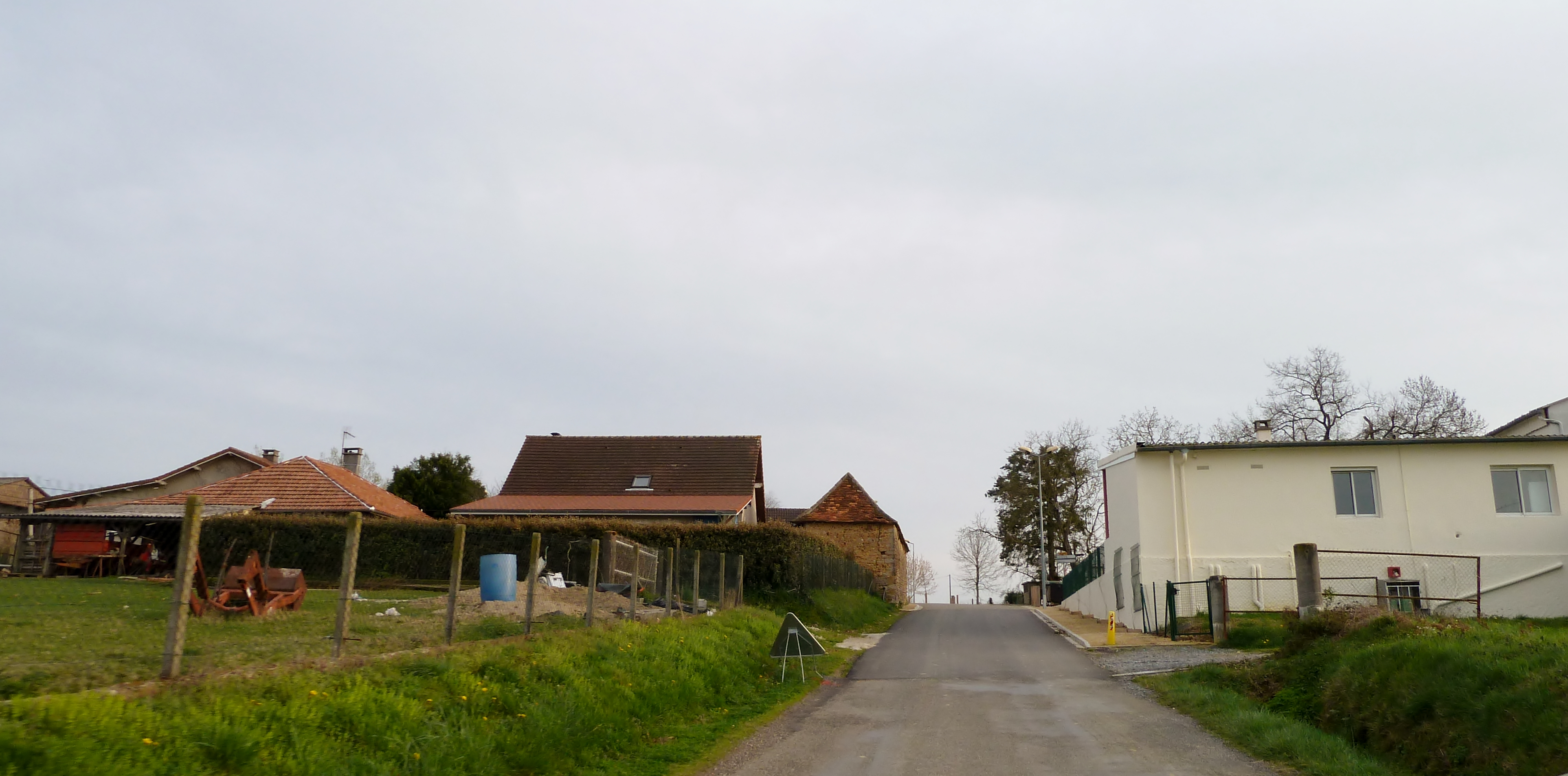
Буэй-Буэйо-Ласк
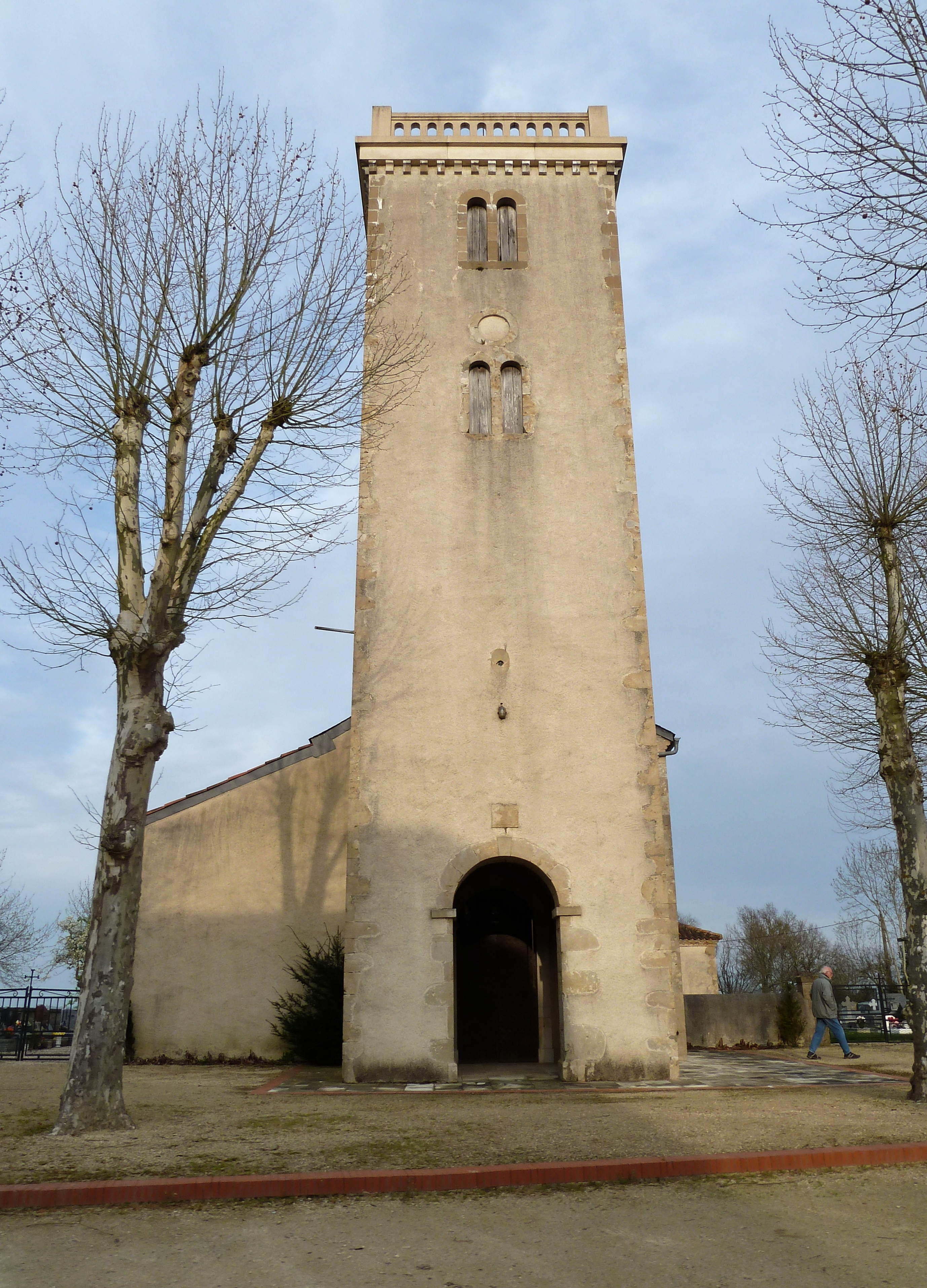
Церковь
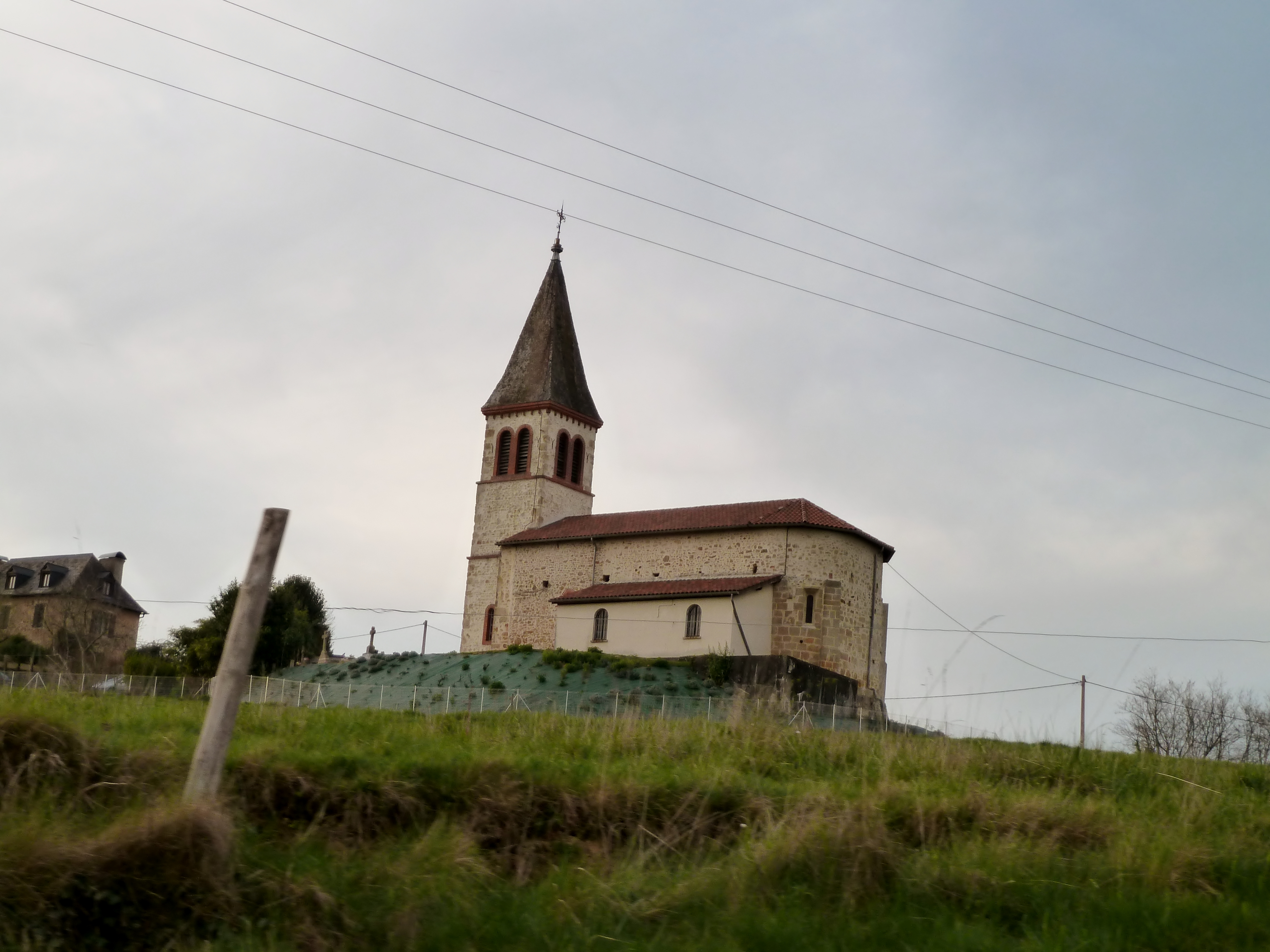
Церковь
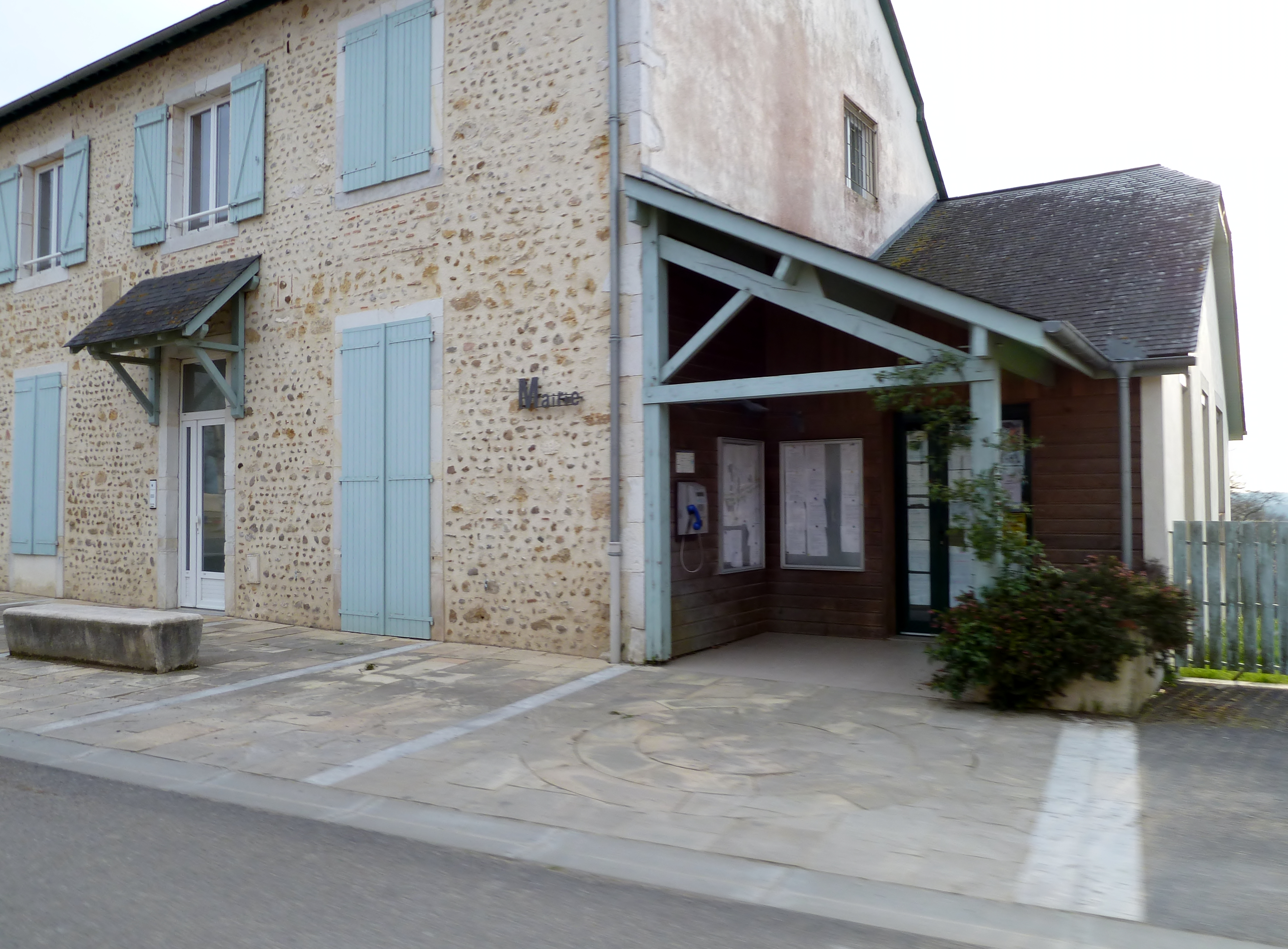
Мэрия
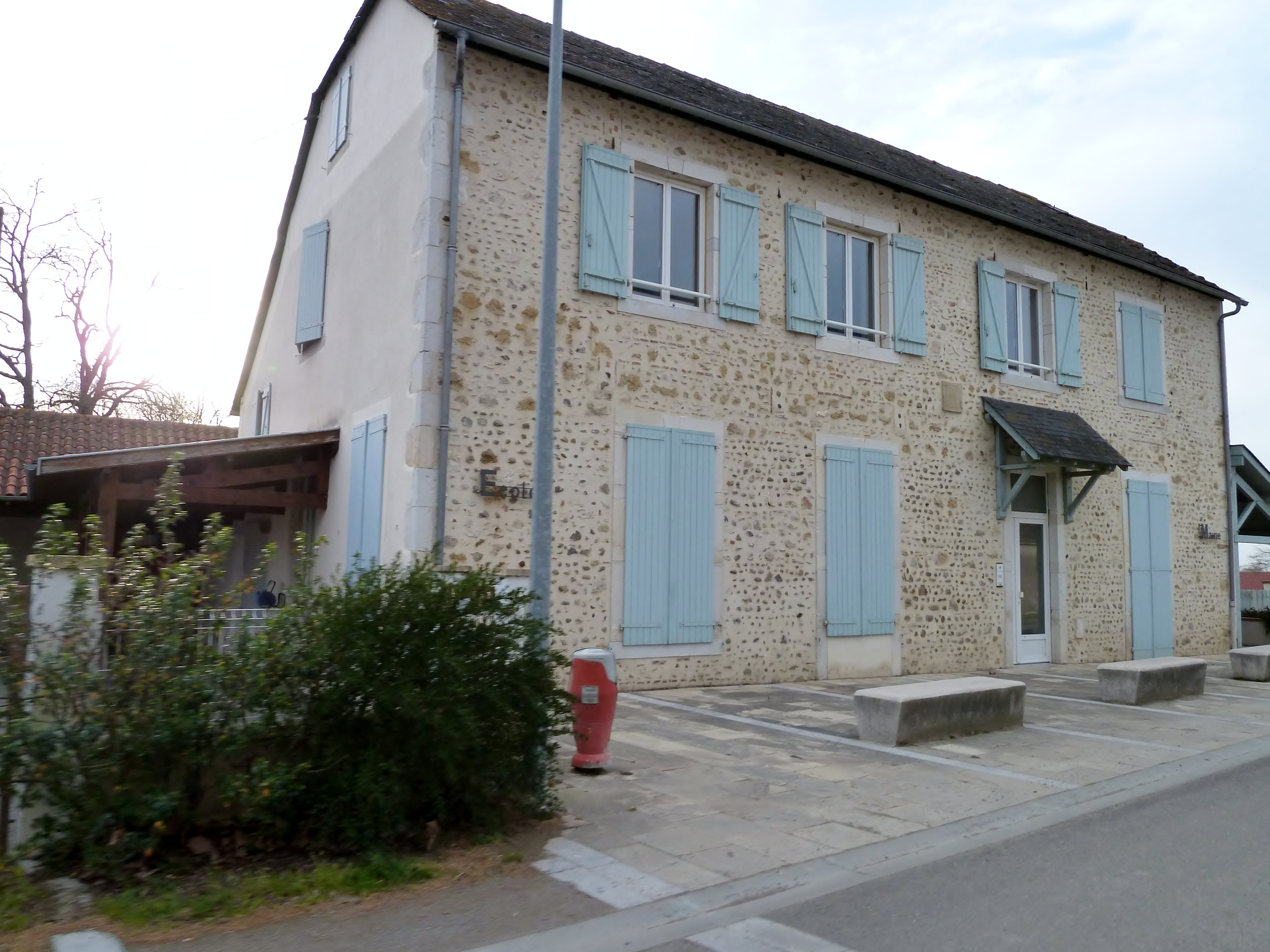
Школа
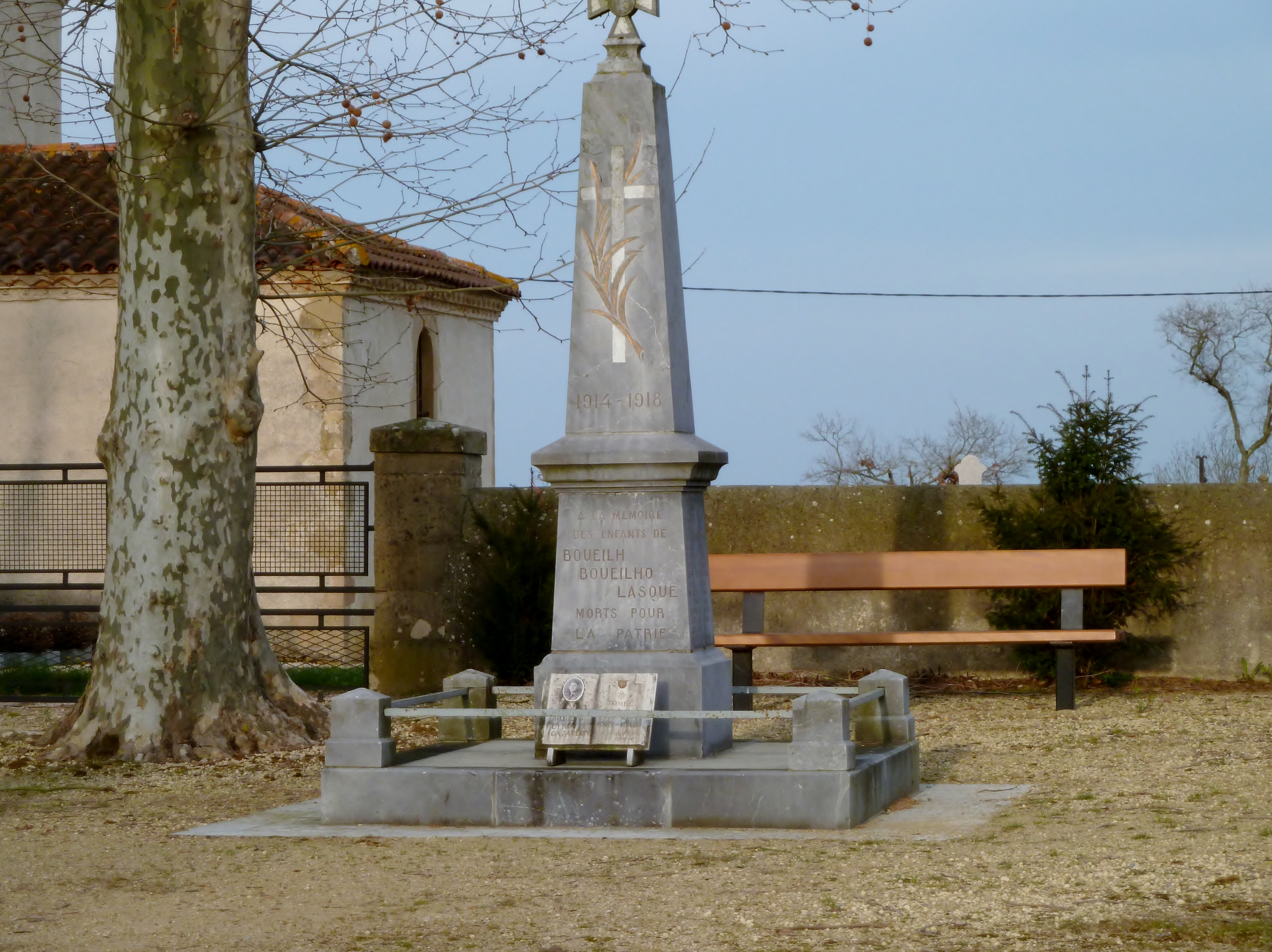
Военный мемориал